# Noel Valladares
Noel Eduardo Valladares Bonilla (Comayagua, 3 mei 1977) is een Hondurees voetballer die sinds 2004 onder contract staat bij Club Deportivo Olimpia. Hij speelt als doelman, maar in zijn periode bij Motagua kon hij zowel als doelman als in de aanval worden opgesteld. In 2000 debuteerde hij in het Hondurees voetbalelftal, waarmee hij deelnam aan onder meer de Copa América 2001, CONCACAF Gold Cup 2011, het wereldkampioenschap voetbal 2010 en het wereldkampioenschap voetbal 2014.

## Interlandcarrière
Met het nationale team van Honduras plaatste Valladares zich voor het WK 2010, de tweede deelname aan een wereldkampioenschap voetbal in de geschiedenis van het Midden-Amerikaanse land. Hij kwam daar in alle drie de groepsduels in actie. Eerder vertegenwoordigde hij zijn vaderland bij de Olympische Spelen van 2000 in Sydney.